# 希候巴
希候巴（1934年—1984年），男，藏族，青海都兰人，中华人民共和国政治人物，曾任青海省人民政府副省长，青海省政协副主席。